# Toshio Matsuura
Toshio Matsuura (松浦 敏夫 Matsuura Toshio?,  nacido el 20 de noviembre de 1955 en Kanagawa) es un exfutbolista japonés que se desempeñaba como delantero.
Matsuura jugó 22 veces y marcó 6 goles para la Selección de fútbol de Japón entre 1981 y 1987. Matsuura fue elegido para integrar la selección nacional de Japón para los Juegos Asiáticos de 1986.

## Trayectoria

### Clubes
| Club | País  | Año         |
| ---- | ----- | ----------- |
| NKK  | Japón | 1978 - 1991 |

### Selección nacional
| Selección | País  | Año         |
| --------- | ----- | ----------- |
| Absoluta  | Japón | 1981 - 1987 |

## Estadística de equipo nacional
| Selección de Japón | Selección de Japón | Selección de Japón |
| Año                | Part.              | Goles              |
| ------------------ | ------------------ | ------------------ |
| 1981               | 4                  | 1                  |
| 1982               | 2                  | 0                  |
| 1983               | 5                  | 0                  |
| 1984               | 1                  | 0                  |
| 1985               | 0                  | 0                  |
| 1986               | 3                  | 1                  |
| 1987               | 7                  | 4                  |
| Total              | 22                 | 6                  |

## Palmarés

### Títulos nacionales
| Título                   | Club         | País  | Año  |
| ------------------------ | ------------ | ----- | ---- |
| Copa Japan Soccer League | Nippon Kokan | Japón | 1980 |
| Copa Japan Soccer League | Nippon Kokan | Japón | 1987 |

### Distinciones individuales
| Distinción                  | Año       |
| --------------------------- | --------- |
| Japan Soccer League Best XI | 1986-1987 |
| Japan Soccer League Best XI | 1987-1988 |